# Icmadophila ericetorum
Icmadophila ericetorum, auch als Heideflechte bezeichnet, ist eine Krustenflechte und der einzige europäische Vertreter der Gattung Icmadophila, die zurzeit in drei Arten unterteilt wird. Die Heideflechte war Flechte des Jahres 2016.

## Beschreibung
Das Flechtenlager ist krustig, hellgrau bis grünlich und im feuchten Zustand giftgrün. Auffallend sind die rosa gefärbten Fruchtkörper (Apothecien), die mit verengter Basis oder kurz gestielt aufsitzen.
Verwechslungsmöglichkeiten bestehen insbesondere mit der Rosa Köpfchenflechte (Dibaeis baeomyces; Fruchtkörper ebenfalls rosa, jedoch deutlich gestielt).

## Vorkommen
Die Art ist circumboreal und in entsprechenden Lagen der gemäßigten Zone bis vereinzelt in den Gebirgen der submediterranen Region verbreitet. Sie besiedelt saure Böden, Torfwände, Moose, morsches Holz und feuchte, beschattete Silikatfelsen.

## Sonstiges
Icmadophila ericetorum wurde von der  Bryologisch-lichenologischen Arbeitsgemeinschaft für Mitteleuropa zur Flechte des Jahres 2016 gewählt.